# Hammer Smashed Face
Hammer Smashed Face är death metal-bandet Cannibal Corpses första EP. Skivan släpptes den 23 mars 1993 av skivbolaget Metal Blade Records. Albumet släpptes som CD, kassett och 12" vinyl. En singel-version släpptes också som 7" vinyl med 3 spår (utan spåren "Meat Hook Sodomy" och "Shredded Humans").
Låten "Hammer Smashed Face" är med i filmen Ace Ventura: Pet Detective (på svenska "Den galopperande detektiven") från 1994, med bland annat Jim Carrey.
Bob Rusay spelade ursprungligen in gitarr-solon för de två coverlåtarna på albumet, men bandet var inte nöjd med resultatet och lät Jack Owen spela in dem ånyo.

## Låtförteckning
| 1.           | "Hammer Smashed Face"                 | Chris Barnes                                     | Cannibal Corpse             | 4:04  |
| 2.           | "The Exorcist" (Possessed-cover)      | Mike Torrao                                      | Mike Torrao                 | 4:37  |
| 3.           | "Zero the Hero" (Black Sabbath-cover) | Tony Iommi, Geezer Butler, Bill Ward, Ian Gillan | Iommi, Butler, Ward, Gillan | 6:35  |
| 4.           | "Meat Hook Sodomy"                    | Chris Barnes                                     | Cannibal Corpse             | 5:47  |
| 5.           | "Shredded Humans"                     | Chris Barnes, Jack Owen                          | Cannibal Corpse             | 5:12  |
| Total längd: | Total längd:                          | Total längd:                                     | Total längd:                | 26:17 |

| 1.           | "Hammer Smashed Face"                 | 4:04  |
| 2.           | "The Exorcist" (Possessed-cover)      | 4:37  |
| 3.           | "Zero the Hero" (Black Sabbath-cover) | 6:35  |
| Total längd: | Total längd:                          | 15:17 |

## Medverkande
Musiker (Cannibal Corpse-medlemmar)
- Chris Barnes – sång
- Jack Owen – gitarr
- Bob Rusay – gitarr
- Alex Webster – basgitarr
- Paul Mazurkiewicz – trummor

Produktion
- Scott Burns – producent
- Dennis Fura – producent
- Vincent Locke – omslagsdesign